# Cupat
Cupat is een bestuurslaag in het regentschap Bangka Barat van de provincie Bangka-Belitung, Indonesië. Cupat telt 3870 inwoners (volkstelling 2010).